# Сораја Вучелић
Сораја Вучелић (Книн, 16. новембар 1986) српска је манекенка и телевизијска водитељка. Истакла се учешћем у четвртој сезони ријалити-такмичења Велики Брат (2011). Појавила се на насловним странама часописа CKM и Playboy.

## Биографија
Рођена је 16. новембра 1986. у Книну. Пореклом је из Црне Горе. Сорајина мајка је била болесна, па због тога није могла да је чува, и детињство је провела у дому за незбринуту децу у Бијелој код Херцег Новог, где је била све док није завршила основну школу. Потом је са мајком живела код ујака, све док њена мајка није умрла након што су јој отказали бубрези. Сораја студира психологију. Средином 2018. Вучелић је стављена забрана уласка у Србију, јер се њено име нашло у регистру безбедносно-интересантних особа. Сораја је у регистру означена као високоризична особа која може нарушити јавни поредак или безбедност Србије и њених грађана. Ухапшена је, почетком маја 2020. године, на Жабљаку због сумње да је починила кривично дело непоступање по здравственим прописима за сузбијане опасне заразне болести.
Учествовала је 2011. године у ријалити-такмичењу Велики Брат 4, где је освојила пето место, а затим 2013. године улази у Велики Брат ВИП 5, где осваја шесто место. Победница је прве сезоне Playboy Playmate of The Year 2011 која је емитована у Србији где је изабрана за Плејбој зечицу године. Фотографисала се за часопис CKM и два пута за српско издање часописа Playboy, као и за Playboy у Хрватској, Северној Македонији, као ии Јужноафричкој Републици. Заштитно је лице женске модне обуће Novecento, ради разне промоције, снима рекламе и спотове за домаће и страно тржиште.
Oд 2015. године водила је квиз Коло среће.

## Учешће у ријалити програмима
- Велики Брат 4 (2011), пето место
- Велики Брат ВИП 5 (2013), шесто место